# Alfred Spett
Alfred Spett (ur. 15 stycznia 1880 w Latoszynie, zm. 21 października 1952 w Londynie) – pułkownik saperów inżynier Wojska Polskiego i Polskich Sił Zbrojnych, kawaler Orderu Virtuti Militari.

## Życiorys
Alfred Spett urodził się 15 stycznia 1880 roku w Latoszynie, w rodzinie Józefa, adwokata, i Marii ze Steinhausów. W 1904 roku uzyskał świadectwo dojrzałości i rozpoczął studia inżyniersko-komunikacyjne na Politechnice Lwowskiej, następnie kontynuował je w Wiedniu do 1910 roku. W latach 1901–1902 odbył obowiązkową jednoroczną służbę wojskową w cesarskiej i królewskiej armii. Po jej ukończeniu został awansowany na kadeta rezerwy oddziałów piechoty Obrony Krajowej ze starszeństwem z dniem 1 stycznia 1903 roku. W styczniu 1913 roku posiadał przydział mobilizacyjny do 18 pułku piechoty Obrony Krajowej w Przemyślu. W 1914 roku został zmobilizowany do armii austro-węgierskiej. Służył w c. i k. 34 pułku strzelców na froncie rosyjskim, a później froncie włoskim. Dowodził plutonem, a następnie kompanią. W 1914 roku awansował na podporucznika (niem. Leutnant), a rok później porucznika (niem. Oberleutnant).
3 września 1919 roku został przyjęty do Wojska Polskiego z byłej armii austro-węgierskiej, z zatwierdzeniem posiadanego stopnia porucznika, zaliczeniem do 1 Rezerwy armii z jednoczesnym powołaniem do służby czynnej na czas wojny aż do demobilizacji, i przydzielony do IV batalionu kolejowego. W IV batalionie kolejowym objął dowodzenie 14 kompanią wojsk kolejowych. W latach 1919–1920 był referentem kolejki wąskotorowej w Dowództwie Okręgu Generalnego „Kraków”, a następnie referentem technicznym w Departamencie II Ministerstwa Spraw Wojskowych w Warszawie. 30 lipca 1920 roku został zatwierdzony z dniem 1 kwietnia 1920 roku w stopniu majora, w Korpusie Wojsk Kolejowych, w grupie oficerów byłej armii austro-węgierskiej. Pełnił wówczas służbę na stanowisku zastępcy dowódcy 10 baonu kolejowego. Następnie objął dowództwo tego baonu. 1 czerwca 1921 roku pełnił służbę na stanowisku szefa Szefostwa Kolejnictwa 2 Armii, a jego oddziałem macierzystym był wówczas 1 pułk wojsk kolejowych.
W listopadzie 1921 roku został pełniącym obowiązki zastępcy dowódcy 1 pułku wojsk kolejowych. 28 lutego 1922 roku komendant Obozu Warownego „Kraków” generał Zdzisław Kostecki odznaczył go Krzyżem Srebrnym Orderu Wojskowego Virtuti Militari.
3 maja 1922 roku został zweryfikowany w stopniu podpułkownika ze starszeństwem z dniem 1 czerwca 1919 roku i 1. lokatą w korpusie oficerów kolejowych. W lipcu 1922 roku został komendantem Kolejowej Linii Ćwiczebnej. Z dniem 1 grudnia 1923 roku został przeniesiony kierownikiem Centralnego Zarządu Parków i Warsztatów (później przemianowanego na Centralny Zarząd Parków i Warsztatów Saperów Kolejowych) w Krakowie na stanowisko kierownika. 31 marca 1924 roku został awansowany na pułkownika ze starszeństwem z dniem 1 lipca 1923 roku i 1. lokatą w korpusie oficerów kolejowych. 11 marca 1926 roku został przeniesiony do kadry oficerów saperów kolejowych i przydzielony do Departamentu V Wojsk Technicznych Ministerstwa Spraw Wojskowych na stanowisko zastępcy szefa Wydziału III Saperów. 29 stycznia 1927 roku został mianowany dowódcą 1 pułku saperów kolejowych w Krakowie. 4 grudnia 1928 roku został przeniesiony z korpusu oficerów saperów kolejowych do korpusu oficerów inżynierii i saperów. Z dniem 5 listopada 1928 roku został przydzielony do Wyższej Szkole Wojennej w Warszawie, w charakterze kierownika Kursu dla Oficerów Sztabowych Saperów na okres sześciu miesięcy. Z dniem 28 lutego 1930 roku został przeniesiony w stan spoczynku. Na emeryturze mieszkał we Lwowie. W 1934 pozostawał w ewidencji Powiatowej Komendy Uzupełnień Lwów Miasto, był wówczas „przewidziany do użycia w czasie wojny”. W latach 1934–1939 pełnił obowiązki dyrektora Okręgu Poczt i Telegrafów w Krakowie.
W chwili wybuchu wojny w 1939 roku ewakuował personel Poczt i Telegrafów Okręgu Krakowskiego do Rumunii. W latach 1940–1941 był osadzony w obozie przejściowym na Cyprze, a następnie udał się do Palestyny i pracował przy dostawie żywności dla Armii Polskiej. Od 1941 do 1942 roku był zatrudniony w wojskowym arsenale w Asmarze w Erytrei. W 1943 roku został powołany do służby czynnej i natychmiast przeniesiony w stan nieczynny wraz z mianowaniem na przewodniczącego PCK w Kairze. W 1947 roku został  wpisany na stan ewidencyjny Ośrodka Rezerwy Personalnej Oficerów Jednostek Wojskowych na Środkowym Wschodzie. W 1948 roku został ewakuowany do Wielkiej Brytanii, a w 1948 został zdemobilizowany. Zamieszkał w Londynie, gdzie pracował.
Zmarł 21 października 1952 roku w Londynie. Pochowany na cmentarzu Old Brompton.

## Ordery i odznaczenia
- Krzyż Srebrny Orderu Wojskowego Virtuti Militari nr 5113[6]
- Krzyż Komandorski Orderu Odrodzenia Polski
- Krzyż Oficerski Orderu Odrodzenia Polski (11 listopada 1934)[17]
- Krzyż Walecznych
- Złoty Krzyż Zasługi (dwukrotnie: po raz pierwszy 10 listopada 1928[18][19])